# Ясюк, Василий Илларионович
Василий Илларионович Ясюк — художник. Профессор кафедры рисунка Белорусской государственной академии искусств.
Обладатель правительственных и международных наград, работы находятся в национальных музеях и коллекциях Республики Беларусь, Франции, Германии, Голландии, Италии, Польши, России, Вьетнама, Китая, США и др.

## Биография
Родился 6 сентября 1955 года в деревне Заборовье, Лепельского района Витебской области, Республика Беларусь.
В 1972—1976 годах учился в Минском художественном училище им. А. К. Глебова.

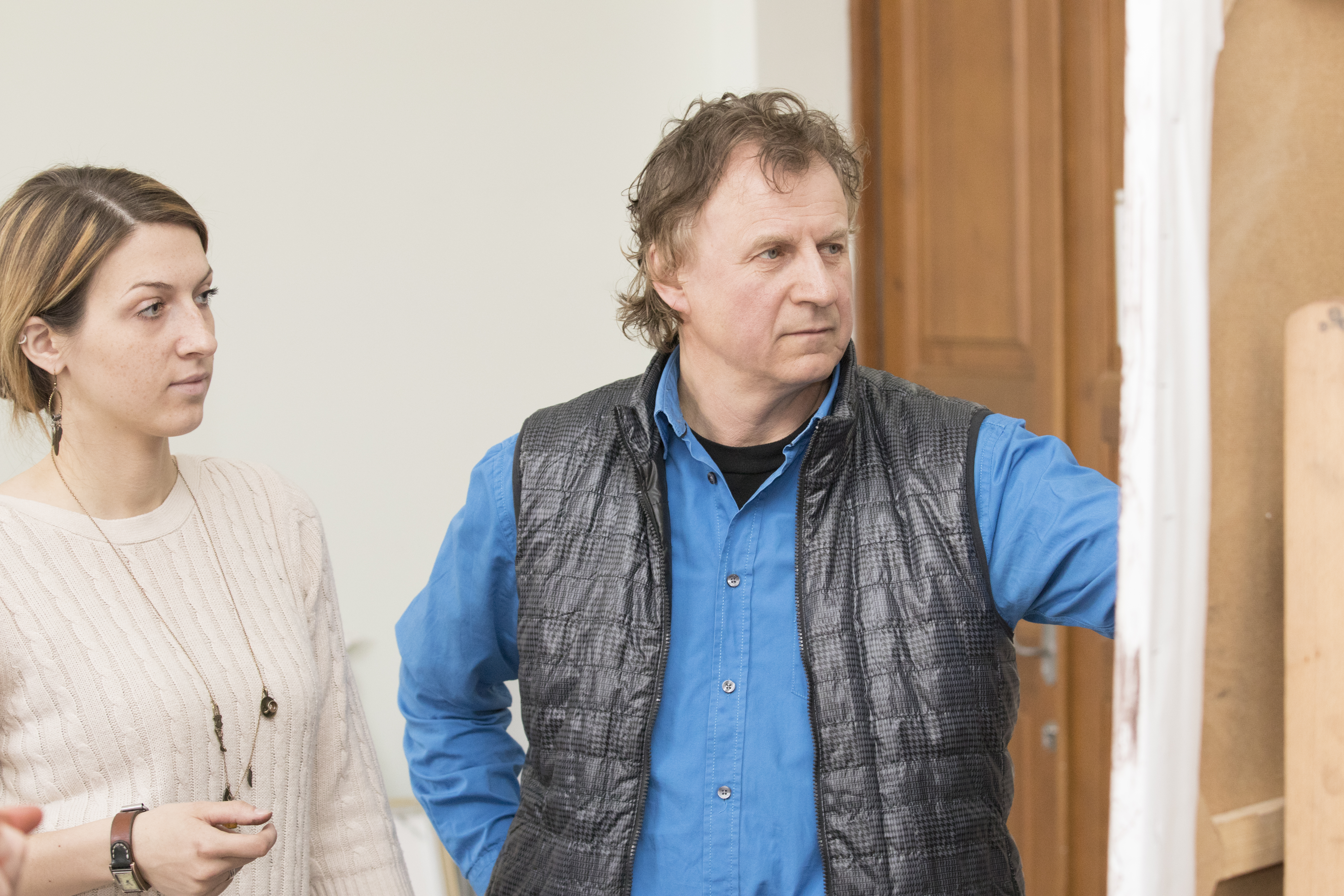
Обучение студентов

В 1983 году с отличием закончил Белорусский государственный театрально-художественный институт.
С 1984 года — член молодёжного объединения Союза художников СССР, с 1988-го — член Белорусского союза художников,

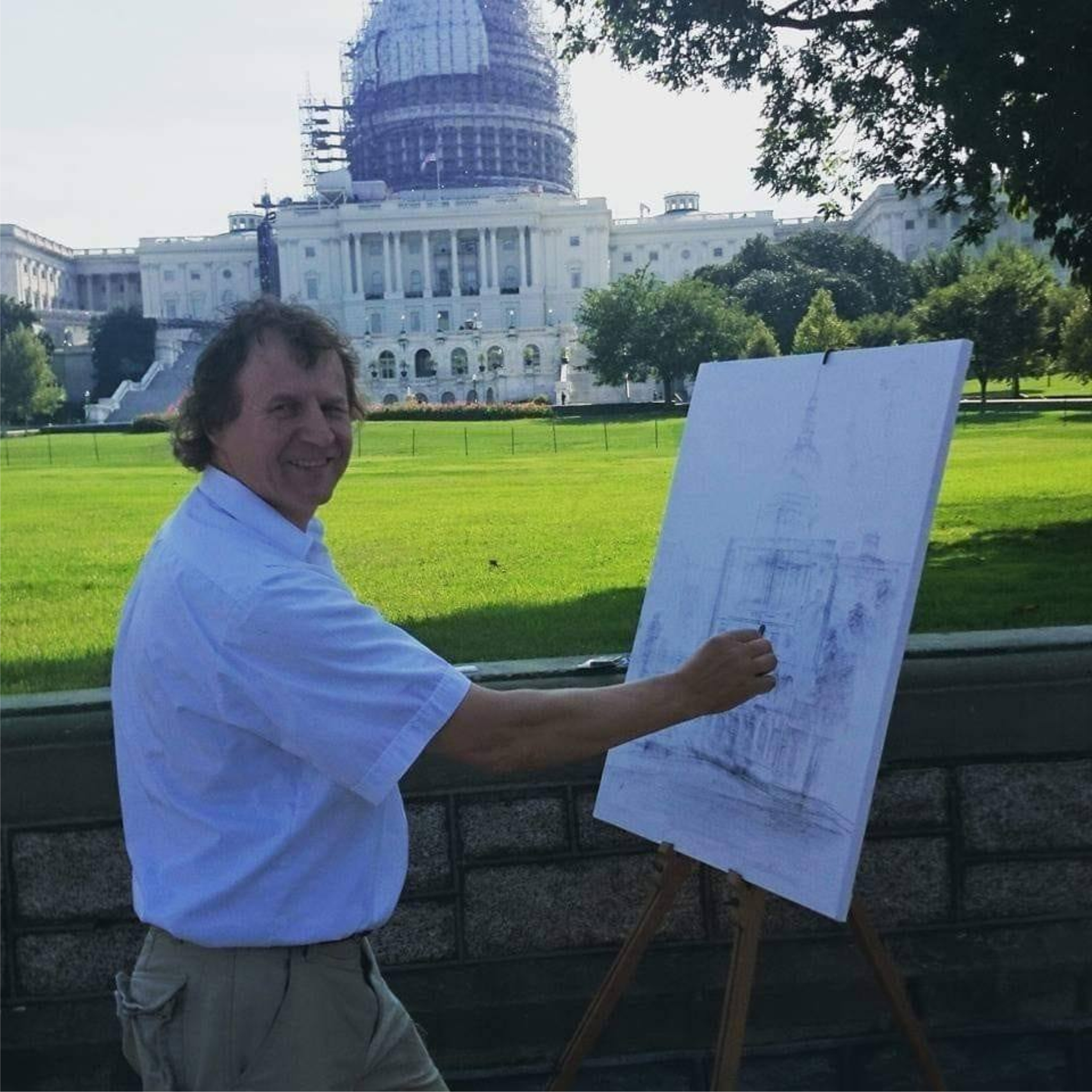
В США

с 1983-го — доцент, профессор кафедры рисунка БГАИ.
С 2005 по 2008 год Василий Ясюк занимал должность директора Минского художественного училища им. А. К. Глебова.
В 2008 году удостоен Почетной грамоты Министерства культуры Беларуси,
в 2014-м удостоен награды Европейской ассоциации художников

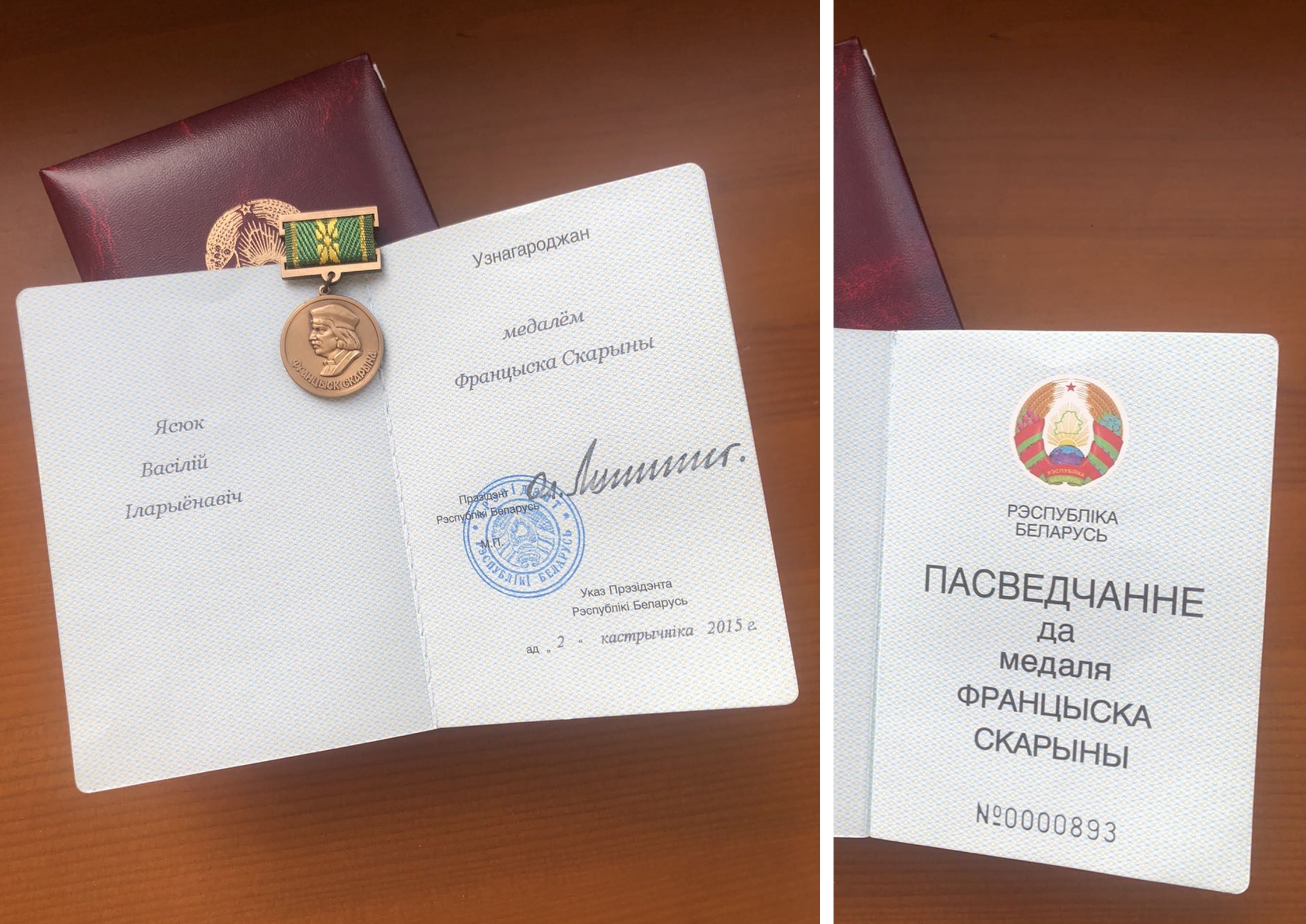
Медаль Франциска Скорины

в 2015-м награждён медалью Франциска Скорины
Участвует в республиканских и международных выставках, мастер-классах, международных проектах, международных художественных пленэрах в Стамбуле (Турция), Монте-Карло (Княжество Монако), Нидерландах, Вьетнаме, Польше, Германии.
С 2022 года Василий Ясюк живет и работает в Пенкуне (Германия).
Персональные выставки в Беларуси, Польше, Германии, США, Вьетнаме, Нидерландах.
Работает в разных жанрах станковой живописи.

## Ссылки

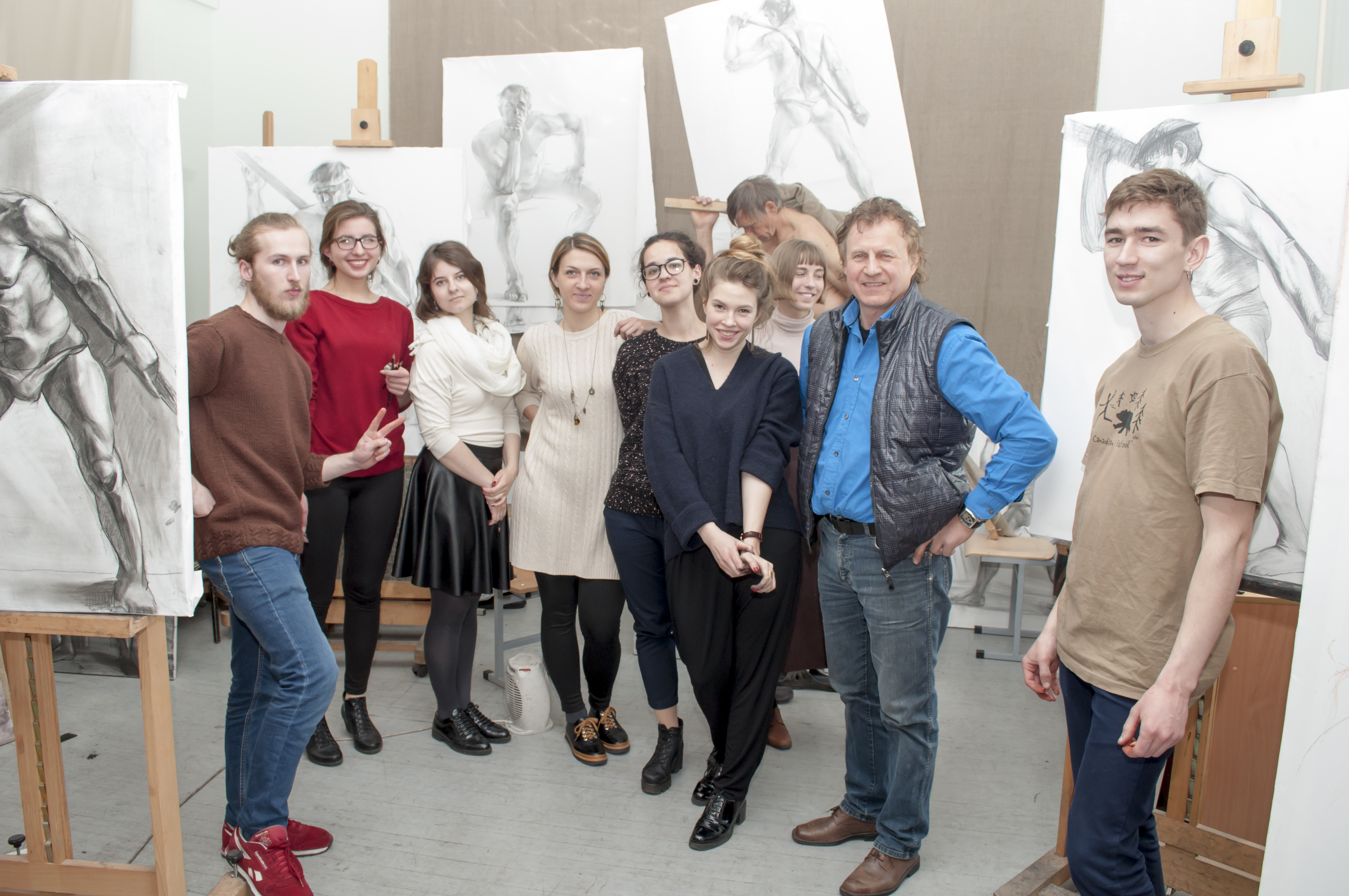
Профессор Ясюк со студентами